# Оркестр Страрама
Оркестр Страрама (фр. Les Concerts Straram) — французский оркестр, созданный в 1926 году дирижёром Вальтером Страрамом и просуществовавший до его смерти в 1933 году.
Несмотря на то, что наиболее часто исполняемыми оркестром авторами были Вольфганг Амадей Моцарт и Клод Дебюсси, программы Страрама отличались, прежде всего, значительным вниманием к новейшей музыке. Оркестр исполнил мировые премьеры Африканских танцев (1928) Эйтора Вилла-Лобоса, Симфонии для органа с оркестром Марселя Дюпре (1929, солировал автор), Пассакальи и жиги (1931) Жозефа Йонгена, Партиты для фортепиано с оркестром (1927), «Скарлаттианы» для фортепиано с оркестром (1928) и Римского концерта для органа с оркестром (1929) Альфредо Казеллы, Итальянского концерта для скрипки с оркестром (1928) Марио Кастельнуово-Тедеско, Поэмы для валторны с оркестром (1927) Шарля Кеклена, Первой симфонии (1928) Поля Ле Флема, «Литургической сонаты» для оркестра и хора (1930) Артура Лурье, Симфонического аллегро (1930) и Серенады (1931) Богуслава Мартину, «Забытых приношений» (1930) Оливье Мессиана, Концерта для альта с оркестром (1931) Дариуса Мийо, Пяти детских пьес (1929) Хоакина Родриго, Концерта для малого оркестра (1927) Альбера Русселя, Симфонической увертюры (1927) Александра Тансмана, Концерта для органа с оркестром (1930) Пауля Хиндемита, Мистерии для виолончели с оркестром (1928) Александра Черепнина, «Утренних колоколов» (1927) Филиппа Ярнаха и многих других сочинений. Впервые в Париже прозвучали в исполнении оркестра Камерный концерт Альбана Берга (1928), Пять пьес (1929) Антона Веберна.
Помимо руководителя оркестра, за его пульт становились также Игорь Стравинский, в 1931 году записавший с ним Симфонию псалмов, Шарль Мюнш и Артуро Тосканини, выбравшие его для своего первого выступления в Париже (в 1932 и 1933 гг. соответственно), Эмиль Купер, Оскар Фрид, Гжегож Фительберг. В качестве солистов с оркестром выступали пианисты Владимир Горовиц, Магда Тальяферро, Робер Казадезюс, Люсетт Декав, скрипачи Зино Франческатти (некоторое время игравший и в составе оркестра) и Жак Тибо, виолончелист Эммануэль Фойерман, альтист Морис Вьё, флейтист Марсель Моиз, арфистка Лили Ласкин.